# Objet transneptunien

Place des objets transneptuniens dans la classification des objets du système solaire.

Un objet transneptunien (OTN) est une planète mineure du Système solaire dont l'orbite est, entièrement ou pour la majeure partie, au-delà de celle de la planète Neptune, ou encore dont le demi-grand axe est supérieur à l'orbite de Neptune. La ceinture de Kuiper, les objet épars et le nuage d'Oort font partie de ce volume de l'espace
.
La planète naine Pluton est le premier objet transneptunien à avoir été découvert, mais c'est la découverte de (15760) Albion en 1992 qui a déclenché la recherche d'autres objets transneptuniens.
Dans les années 2000, de nouveaux objets transneptuniens ont été recensés. En novembre 2000 fut découvert Varuna, un astéroïde de la ceinture de Kuiper d'environ 1 000 kilomètres de diamètre. En juillet 2001, on découvrit Ixion, un plutino qu'on estima d'environ 1 055 km de diamètre (mais depuis lors corrigé à 759 km). Un peu plus d'une année plus tard, en octobre 2002, un objet plus massif qu'Ixion a été repéré, Quaoar (1 280 km), et en février 2004, un objet encore plus grand, Orcus, a été découvert.
La gravitation, la force d'attraction entre toute matière, attire également les planètes. En raison des légères perturbations observées sur les orbites des planètes connues au début des années 1900, on a supposé qu'il devait y avoir, au-delà de Neptune, une ou plusieurs autres planètes non identifiées. La recherche de ces dernières mena à la découverte de Pluton en 1930 et, par la suite, à celle de quelques autres objets significatifs. Cependant, ces objets ont toujours été trop petits pour expliquer les perturbations observées, mais des estimations révisées de la masse de Neptune ont montré que le problème était factice.
Némésis, l'étoile-compagne hypothétique du Soleil, serait tombée sous la définition d'objet transneptunien, mais il semble qu'il n'existe aucune étoile de ce genre.

## Type d'objets transneptuniens
Les objets sont classés en fonction de leur orbite en relation à celle de Neptune.

### Centaures
- Centaure : au sens strict, ces objets ont un demi-grand axe inférieur à celui de Neptune et ne sont donc pas des transneptuniens ; cependant certains auteurs incluent dans cette catégorie des objets allant bien au-delà de l'orbite de Neptune, ce sont des poséidocroiseurs.

### (Troyens)
Les troyens de Neptune, en résonance 1:1 avec la planète, ne sont habituellement pas comptés parmi les transneptuniens, par définition.

### Ceinture de Kuiper
ceinture de Kuiper orbites : 30<a<55 UA

#### Cubewanos
Cubewano ou objets classiques de la ceinture de Kuiper.
Orbite : 42<a<48UA

#### Résonance avec Neptune
Les objets en résonance avec Neptune (résonances ordonnées par le demi-grand axe)
- 4:5  exemple : (79969) 1999 CP133
- 3:4  exemples : (523955) 1998 UU43, 1999 RW215
- 2:3, comme Pluton, appelés plutinos
- 3:5  (143751) 2003 US292
- 4:7  2000 OP67
- 1:2  appelés en anglais twotinos exemples : (612051) 1997 SZ10, 1999 RB215

À l'exception de 2:3 et 1:2, les objets occupant les autres résonances sont peu nombreux. Ces deux résonances constituent les limites conventionnelles de la Ceinture principale, peuplée par les objets dits classiques, non résonants (cubewanos).

### Objets épars
Objets épars, résidant au-delà de la résonance 1:2.
Orbite : a>48 UA et p >35 UA
Certains objets en résonnance faible, peuvent être considérés comme épars. 
- 2:5  (471151) 2010 FD49
- 1:3  (136120) 2003 LG7

### Objets détachés
Objets détachés de l'influence de Neptune.
Orbite : a>100 UA et p >75 UA

#### Transneptuniens extrêmes
Les transneptuniens extrêmes
Orbite : a>150 UA et p >30 UA

#### Sednoïdes
Les sednoïdes font partie des transneptuniens extrêmes.
Orbite a>150 UA et p >50 UA

### Nuage de Oort
Le nuage de Oort est hypothétique et serait constitué d'objets ayant une orbite allant de 20 000 à 100 000 UA.

## Distribution

Distribution des transneptuniens.

Le diagramme illustre la distribution des transneptuniens connus (jusqu’à 70 ua) en relation avec les orbites des planètes et des centaures. Les différents groupes sont représentés en couleurs différentes. Les objets en résonance orbitale sont marqués en rouge (les astéroïdes troyens de Neptune en 1:1, les plutinos en 2:3, les objets en 1:2, twotinos en anglais, plus quelques petites familles. Le terme Ceinture de Kuiper (Kuiper belt) regroupe les objets dits classiques (cubewanos, en bleu) avec les plutinos et les objets en 1:2 (en rouge).
Les objets épars (scattered disk) s’étendent bien au-delà du diagramme avec des objets connus à distance moyenne au-delà 500 ua (Sedna) et l’aphélie supérieur à 1000 ua ((87269) 2000 OO67).

## Caractéristiques physiques
On pense généralement que les transneptuniens sont composés surtout de glaces et recouverts des composés organiques — notamment du tholin — issus des radiations. Toutefois, la confirmation récente de la densité de Hauméa (2,6  à   3,4 g·cm-3) implique une composition surtout rocheuse (à comparer avec la densité de Pluton : 2,0 g·cm-3).
Compte tenu de la magnitude apparente des transneptuniens (> 20, sauf les plus grands), l’étude physique se limite à :
- la mesure des émissions thermiques ;
- les indices de couleur (les comparaisons des magnitudes à travers des filtres différents) ;
- l'analyse spectrale (partie visuelle et infrarouge).

L'étude des couleurs et des spectres apporte des indices sur l’origine des transneptuniens et tente de découvrir de possibles corrélations avec d’autres classes d’objets, par exemple les centaures et certaines lunes des planètes géantes (Triton, Phœbé) suspectées de faire partie initialement de la ceinture de Kuiper.
Toutefois, l’interprétation des spectres  est souvent ambiguë, plusieurs modèles correspondant au spectre observé, qui dépend notamment de la granularité (taille des particules) inconnue. De plus, les spectres sont indicatifs uniquement de la couche de surface qui est exposée aux radiations, au vent solaire  et à l'action des micrométéorites. Ainsi, cette fine couche de surface pourrait être bien différente de l’ensemble de la régolithe située au-dessous, et finalement très différente de la composition de l’objet.

### Couleurs
Comme les centaures, les transneptuniens surprennent par toute une gamme de couleurs, du bleu gris au rouge intense. Contrairement aux centaures qui se regroupent en deux classes, la distribution des couleurs des transneptuniens semble uniforme.
L'indice de couleur est la mesure des différences de magnitude apparente de l’objet vu à travers des filtres bleu (B), neutre (V; vert-jaune) et rouge (R). Le graphe représente les indices connus des transneptuniens à l’exception des plus grands. Pour la comparaison, deux lunes Triton et Phœbé, le centaure Pholos et la planète Mars sont aussi représentés (il s'agit des noms en jaune, la taille n'est pas à l’échelle !).
Des études statistiques rendues possibles récemment par le nombre grandissant d’observations, tentent de trouver des corrélations entre les couleurs et les paramètres des orbites dans l’espoir de confirmer les théories de l’origine des différentes classes.
Objets classiques
Les objets classiques semblent être divisés en deux populations différentes :
- la population dite froide (inclinaison de l’orbite <5°) qui sont exclusivement rouges ;
- la population dite chaude (à l’orbite plus inclinée) qui affiche toute la gamme des couleurs.

Objets épars
- Les objets épars montrent une ressemblance avec la population chaude des objets classiques, suggérant une origine commune.

#### Grands transneptuniens

Comparaison de taille, albédo et des couleurs des grands transneptuniens. Le diagramme illustre les tailles relatives, les albédos et les couleurs des plus grands transneptuniens. Les satellites sont aussi montrés ainsi que la forme exceptionnelle de Hauméa due à sa rotation rapide. L’arc autour de (renommé aujourd'hui Makémaké), représente la marge d’erreur compte tenu de son albédo inconnu.

Les plus grands objets suivent typiquement des orbites inclinées tandis que les objets plus petits sont regroupés près de l’écliptique.
À l’exception de Sedna, tous les grands objets (Éris, Makémaké, Hauméa, Charon et Orcus) se caractérisent par une couleur neutre (indice de couleur infrarouge V-I < 0,2) alors que les objets plus petits (Quaoar, Ixion, Aya et Varuna), comme la grosse majorité du reste de la population, sont plutôt rouges (V-I  0,3-0,6). Cette différence laisse à penser que la surface des grands transneptuniens est couverte de glaces qui recouvrent les couches plus sombres et plus rouges.
Voici la liste des grands transneptuniens :
| Nom      | Localisation                     | Année de découverte |
| -------- | -------------------------------- | ------------------- |
| Orcus    | ceinture de Kuiper               | 2004                |
| Varuna   | ceinture de Kuiper               | 2000                |
| Ixion    | ceinture de Kuiper               | 2001                |
| Quaoar   | ceinture de Kuiper               | 2002                |
| Hauméa   | ceinture de Kuiper               | 2004                |
| Makémaké | ceinture de Kuiper               | 2005                |
| Éris     | au-delà de la ceinture de Kuiper | 2005                |
| Sedna    | au-delà de la ceinture de Kuiper | 2003                |

#### Petits transneptuniens
Tous les objets transneptuniens connus à ce jour (2023) mesurent moins de 3 000 km.
Voici quelques objets transneptuniens de petite taille[évasif] :
| Nom       | Localisation       | année de découverte |
| --------- | ------------------ | ------------------- |
| 1992 QB1  | ceinture de Kuiper | 1992                |
| 1993 SC   | ceinture de Kuiper | 1993                |
| 1993 SB   | ceinture de Kuiper | 1993                |
| 1999 OY3  | ceinture de Kuiper | 1999                |
| 2000 OJ67 | ceinture de Kuiper | 2000                |

### Spectres
Les transneptuniens se caractérisent par une gamme de spectres qui diffèrent dans la partie visible rouge et dans l'infrarouge. Les objets neutres présentent un spectre plat, réfléchissant autant dans l’infrarouge que dans la partie visible. Les spectres des objets très rouges, par contre, possèdent une pente montante, en réfléchissant bien plus en rouge et infrarouge. Une tentative récente de classification introduit quatre classes BB (bleu, comme Orcus), RR (très rouge comme Sedna) avec BR et IR comme classes intermédiaires.
Les modèles typiques de la surface incluent la glace d'eau, carbone amorphe, de silicates et de macromolécules de tholin. Quatre variétés de tholin sont évoquées pour expliquer la couleur rougeâtre :
- tholin de Titan, produit d'un mélange de 90 % de diazote (N2) et de 10 % de méthane (CH4) ;
- tholin de Triton, la même origine mais moins (0,1 %) de méthane ;
- (éthane) tholin glace I, produit d'un mélange de 86 % d'eau (H2O) et 14 % d'éthane (C2H6) ;
- (méthanol) tholin glace II, 80 % d'eau, 16 % de méthanol (CH3OH) et 3 % de dioxyde de carbone (CO2).

Comme illustration des deux classes RR et BB, les compositions possibles suivantes ont été suggérées :
- pour Sedna (RR très rouge) : 24 % de tholin de Triton, 7 % de carbone amorphe, 10 % de diazote, 26 % de méthanol, 33 % de méthane ;
- pour Orcus (BB, bleu gris) : 85 % de carbone amorphe, 4 % de tholin de Titan, 11 % de glace H2O.

En 2024, le programme DISCo (Discovering the Composition of Trans-Neptunian Objects, « Découverte de la composition des objets transneptuniens ») montre que les objets transneptuniens (OTN) constituent trois groupes principaux se distinguant par leur composition de surface :
- les OTN externes, comme les classiques froids, contiennent beaucoup de méthanol et de composés organiques ;
- les OTN formés près des planètes géantes présentent de la glace d'eau et des silicates ;
- les OTN formés dans des régions intermédiaires sont riches en dioxyde de carbone.

Ces résultats établissent pour la première fois une corrélation directe entre la chimie des planétésimaux et leur origine dans le disque protoplanétaire,. Les centaures montrent des signatures spectrales distinctes de leurs précurseurs transneptuniens : en se rapprochant du Soleil, leur surface est altérée par des processus thermiques,.

## Objets transneptuniens notables
- (523712) 2014 JS80
- plutinos
  - (134340) Pluton, plutoïde, et ses cinq satellites, dont Charon
  - (90482) Orcus
  - (28978) Ixion
- cubewanos
  - (15760) Albion, dont la désignation provisoire, 1992 QB1, a donné leur nom aux cubewanos.
  - (136108) Hauméa, plutoïde remarquable pour ses deux satellites, sa taille (> 1 500 km), sa rotation très rapide (3,9 h), sa forme ellipsoïde et sa densité élevée (2,6–3,3 g/cm3)
  - (136472) Makémaké, plutoïde
  - (20000) Varuna
  - (50000) Quaoar
- objets épars
  - (136199) Éris, le plus grand transneptunien connu à ce jour après Pluton (septembre 2014), un satellite connu (Dysnomie), plutoïde
  - (90377) Sedna, remarquable par son orbite très excentrique l’amenant à plus de 900 ua du Soleil
  - (308933) 2006 SQ372, l'astéroïde possédant le plus grand aphélie connu (2 005 ua)
  - 2018 AG37, le transneptunien connu le plus lointain observable[8].